# 亜烈進卿
亜烈進卿（あれつしんけい/あれつしんきょう）は、1408年（応永15年）に若狭国小浜に到着した「南蕃船」を派遣した人物。この船は、文献記録で確認できる上では初めて日本に生きた象をもたらした。
この人物はスマトラ島パレンバンの華僑の頭目であった施進卿と考えられている。また、象はその後日本から朝鮮へと渡っており、朝鮮においても記録上最初の生きた象となっている。

## 記録

### 応永15年（1408年）の南蕃船
「亜烈進卿」の名は、「若狭国税所今富名領主代々次第」において小浜に「南蕃船」が到着したという記録の中に登場する。当時の日本人は「南蛮（南蕃）」を漠然と中国・朝鮮以外の国と認識していた。
応永15年6月22日（ユリウス暦1408年7月15日）に小浜に南蕃船が着岸した。この船を派遣したのは「亜烈進卿」という名の「帝王」である。この船に乗っていた使節は、問丸の本阿弥を宿所とした。「亜烈進卿」から「日本国王」への進物として、生きた黒い象や、孔雀などを含む動物などをもたらした。
江戸時代前期に成立した『若狭郡県志』には、この使節は象などを連れて京に上り、将軍足利義持に献上したという。7月に使節が入京したことについては『東寺王代記』『武家年代記』『和漢合符』に記録がある。
『若狭郡県志』によれば、使命を終えた使節は11月になって小浜から出港した。しかし、上述「若狭国税所今富名領主代々次第」にもあるように、11月18日にこの船は中湊浜に嵐に遭って打ち上げられた。彼らは翌応永16年に船を新造して「渡唐」した。

### 応永19年（1412年）の南蕃船
「若狭国税所今富名領主代々次第」には、応永19年（1412年）にも「南蕃船」が到着した旨が記されている。
この南蕃船の送主は不明であるが、亜烈進卿である可能性がある。

## 「亜烈進卿」について

### 施進卿

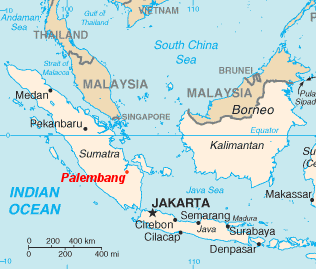
パレンバンの位置

「亜烈進卿」はスマトラ島（現在のインドネシア）にあったパレンバン（当時は「旧港」と呼ばれた）の華僑の頭目で、明王朝から旧港宣慰使に任命されていた施進卿と考えられる。
小浜に「南蕃船」が到着する前年の1407年、パレンバンでは華僑の有力者間の対立に南海遠征中の鄭和が介入し、一方の陳祖義を破って処刑する紛争が発生している (Battle of Palembang (1407)) 。施進卿はもう一方の有力者である梁道明の後継者で、旧港宣慰使に任命されたのもこの紛争の処理のためである。
『福井県史』（担当執筆者は小葉田淳）は、「亜烈」は『元史』にみえる「阿里」（ウイグル語で「大」を意味する語）と同様、アラビア語のAliに相当する語と説明している。和田久徳は、「亜烈」はマジャパヒト王国（ジャワ）で「栄誉」を意味するアーリャ (arya) を漢字に音訳した ジャワ系の称号であるとしている。爪哇国（ジャワ）は外交使節として華僑を活用しているが、明に四回にわたって入貢した「亜烈郭信」など、「亜烈」の称号を持つ者がいる。

#### 使節の派遣主体をめぐって
小浜に来航した使節については、施進卿らパレンバンの華僑勢力が派遣主体であるという見解がある。一方、当時パレンバンは爪哇国（マジャパヒト王国）に半属していたとして、爪哇国が主体として派遣した使節であるという見解もある。1408年に小浜に到来した使節を爪哇国派遣のものとする秋山謙蔵は、使節を陳彦祥（後述）と見なしている。

#### 小浜は目的地か否か
日本海側の小浜に2度の「南蕃船」着岸があったことについては、これを漂着などの偶発的事情によるものとする説がある。高橋公明の整理によれば、パレンバン説では最初の着岸が偶発的なものとする解釈する傾向があり、爪哇説では二度目の着岸が偶発的とみる傾向があるという。
高橋は、室町幕府将軍が対外関係以外では用いない「日本国王」と記録され、また「帝王」という称号が送主の自称と見られることから、この使節は漂着などにより偶然に日本の小浜に到着したのではなく、日本への外交文書を携えて日本を目指してやって来た使節であろうとする。また、外国使節への対応が可能な問丸本阿弥がいたことは、小浜を含めた日本海側地域が対外的に開かれていた歴史的な積み重ねがあり、この時期にもその機能が残っていたことを示すものとしている。

### 異説
『日本イスラーム史』（日本イスラーム友好連盟、1988年）を著したイスラーム聖職者小村不二男は、「亜烈進卿」の名を「アラジン卿」と読むとし、マレーシア系の首長としている。

## 当時の東南アジアと日本・朝鮮の通交について
15世紀初頭の当時、東南アジアの諸勢力は、日本や琉球・朝鮮にしばしば使節を派遣した。こうした使節には通訳・外交官として華僑が関わった。また、東シナ海一帯は倭寇の活動領域でもあった。タイ・ジャワ・朝鮮・日本の間で活動し、小浜に訪れた使節であるとする説もある陳彦祥と、施進卿の後継者で日本・琉球・タイ・パレンバンとの関係を窺わせる施済孫について、関連事項として本項で触れる。

### 陳彦祥と朝鮮・日本
1406年（永楽4年/太宗6年）6月、爪哇国の使節の陳彦祥が朝鮮に到着したが、陳彦祥は全羅道沖で倭寇に襲撃され、孔雀や鸚鵡、胡椒や沈香や蘇木などの献上品を奪われたと述べた。同年9月、対馬の宗貞茂が朝鮮王朝に蘇木・胡椒・孔雀を献上したが、その際にこれらは南蛮船から掠取したものである旨を申告した。朝鮮では検討の結果、胡椒や孔雀などを献上品として受け入れるとともに、陳彦祥には新しい船を与えて帰国させることとした。陳彦祥は翌年の来朝を約束した。1412年（永楽10年/太宗12年）4月、陳彦祥（『朝鮮王朝実録』の記事では「亜列」という称号を付している）の孫の陳実崇が朝鮮を訪れた。実崇は陳彦祥が博多で記した文書を携えており、陳彦祥が前回の朝鮮からの帰途遭難して日本に流されたこと、日本国王の支援で本国に帰還したことなどを記し、陳彦祥が7月以来博多にあり、前回の謝恩のために孫を朝鮮に派遣すること、来年には自身も朝鮮を訪れるであろうことを記している。
なお、陳彦祥はこれ以前、1393年に暹羅解国（シャム・アユタヤ王朝）の使節（副使）として朝鮮に到来していた。この時陳彦祥は朝鮮回礼使裵厚とともに日本に向かったが倭寇に襲われて果たせなかったといい、シャムが日本との通交を期待していたという見解がある。

### 施済孫と日本・琉球
施進卿は1416年（永楽14年/応永23年）頃に死去したと見られ、その後を施済孫が継いだ。1419年（応永26年）、施済孫が派遣したと思われる使節が南九州（阿多氏領内とみられる）に到来している。九州探題渋川満頼（道鎮）・義俊父子は南蛮船の博多回航を促し、翌1420年（応永27年）に南蛮船は博多に入港した。室町幕府は兵庫に来航するよう指示したが、これが果たされたかは不明である。わかっていることは、かれらは帰国前に船を失ってしまったことである。琉球の外交史料『歴代宝案』によれば、1421年（応永28年）に渋川道鎮はパレンバンの「施主烈智孫」（「主烈」はサンスクリットのSri、智孫は済孫と音通）が派遣した使者を琉球に送り、琉球からパレンバンに帰国させるよう依頼した。しかし、当時は琉球とパレンバンの間に国交がなかったため、琉球から暹羅に派遣する船に載せて、暹羅から転送するよう措置が取られた。

## 象とその後

### 日本最初の象
亜烈進卿の使節は、日本に象をもたらした。象についての知識は仏典などを通じてそれまでも知られていたが、生きた象が到来したのはこれが初めてとされる。
『東寺王代記』応永12年7月22日条には「黒鳥自唐引進、高六尺余」と象らしき動物の入京が記載されている。ただし、足利義持が象と面会したという記録や、象の評判についての他の記録は残っていない。

### 朝鮮最初の象
1411年（応永18年/太宗11年）、足利義持は朝鮮の太宗に象を贈った。『朝鮮王朝実録』によれば、朝鮮でも生きた象は初めて見るものであった。
よく馴れた象であったとされ、司僕寺（馬などの動物の飼育に携わる官署）で世話を任されることになった。しかし、1412年（太宗12年）12月、前工曹典書の李瑀という人物が象を見た際、形相が醜悪であるとして唾を吐きかけたところ、象が李瑀を踏み殺すという事件を起こす。
その後もう一人に危害を与えたらしく、1413年（太宗13年）11月、兵曹判書柳廷顕は「日本から贈られてきた馴象であるが、王はすでに愛玩しておらず、国にとっては無益であり、二人を害した。人間の法で論じるならば殺人は死罪相当である。一年間に食した豆は数百石にも上る」とし、周公旦が象などの猛獣を遠方へ駆逐した故事を引いて、全羅道の海島に配流することを王に建言した。象はこうして全羅道の島（順天府獐島）に流刑に処せられた。
当時の人々は象は水草を食べて生きられると考えていたようであるが、半年が過ぎた翌1414年（太宗14年）5月、全羅道観察使から「象が水草を食べず、日ごとにやせ衰えており、見る者の涙を誘っている」という報告が届けられた。太宗は象を憐れみ、象を本土に戻してもとのように飼育するよう命じた。
その後、象は全羅道内の4地区が輪番で飼育していたようであるが、それでも飼料の負担が大きかったために、1420年（世宗2年）12月に全羅道・忠清道・慶尚道との輪番になった。しかし、1421年（世宗2年）3月に忠清道公州で飼育に当たっていた奴婢を蹴り殺す。忠清道観察使は象の飼育が有害無益であるとして海島の牧場に放つことを建議し、「水草の良いところを選んで放し、病死しないようにせよ」と王命が下った。

## 小浜市と象
小浜市は「初めてゾウが来たまち小浜」としてPR活動を行っている。2001年（平成13年）4月1日制定の小浜市民憲章では、「日本で初めて象が来たまち」であることを町の誇りの一つとし、歴史と文化財を生かして豊かな心をはぐくむとともに、国際社会にはばたける人間を目指すことを掲げている。小浜市役所1階の市民ホールには南蛮屏風ふうに作画された「初めてゾウが来た港の図」が展示されている。
中世の小浜にはいくつかの湊があり、象の上陸地点についてははっきりしない。古い時期の湊のひとつとして、内外海半島の付け根に当たる古津（現在の小浜市阿納尻）があるが、その隣の甲ヶ崎地区に「象つなぎ岩」と呼ばれる岩がある。この「象つなぎ岩」は亜烈進卿の象と結びつけて紹介されており、甲ヶ崎あるいは古津に上陸した象をつないだとされている。小浜市では市内各所に「ゆかりの偉人」を紹介する看板を設置しているが、象つなぎ岩の傍らに「亜烈進卿」（施進卿）を紹介する看板が建てられている。